# Сонников, Григорий Леонтьевич
Григорий Леонтьевич Сонников (19 августа 1900, Любицкое, Самарская губерния, Российская империя — 1978, Ленинград, СССР) — советский военачальник, гвардии полковник (1940).

## Биография
Родился 19 августа 1900 года  в  селе Любицкое, ныне в Пугачёвском районе, Саратовской области.

## Военная служба

### Гражданская война
В Гражданскую войну  Сонников в апреле 1919 года был мобилизован в армию адмирала А. В. Колчака и служил подвозчиком в 33-м Николаевском полку в Уральской области в городах Уральск, Калмыков и Гурьев. При отступлении белых в декабре остался в городе Гурьев, а с приходом частей Красной армии вступил красноармейцем в роту укрепленного участка 4-й армии. В августе 1920 года был направлен на Астраханские пехотные курсы, а оттуда был переведен на 51-е Харьковские пехотные курсы Юго-Западного фронта. В их составе в январе 1921 года участвовал в боях с вооруженными формированиями Н. И. Махно под Белгородом и Купянском, затем в подавлении восстания А. С. Антонова в Тамбовской губернии.

### Межвоенные годы
В октябре 1921 года  окончил курсы и был назначен в 14-ю стрелковую дивизию МВО командиром отделения дивизионной школы. В конце 1922 года тяжело заболел и до августа 1923 года находился на лечении в госпитале. После возвращения в дивизию командовал отделением в 40-м образцовом стрелковом полку. Через месяц был командирован на учебу в 8-ю Петроградскую повторную школу комсостава. По ее расформировании в сентябре 1924 года переведен в Киевскую высшую объединенную военную школу командиров им. С. С. Каменева. В августе 1925 года окончил последнюю и был направлен в 18-й стрелковый полк 6-й стрелковой дивизии МВО, где проходил службу командиром взвода, помощником командира пулеметной роты, командиром стрелковой роты. В декабре 1931 года переведен в 16-й стрелковый полк в город Орел, где был помощником командира и командиром батальона, врид начальника штаба полка.
В августе 1939 года майор  Сонников был назначен командиром 715-го стрелкового полка 122-й стрелковой дивизии ОрВО. Дивизия участвовала в походе Красной армии на Западную Украину. В октябре она была переброшена на границу с Финляндией, где вошла в подчинение 14-й армии. В ее составе участвовала в Советско-финляндской войне в направлении Кандалакша, Куолоярви, Кемиярви. В октябре 1940 года полковник  Сонников назначен заместителем командира 122-й стрелковой дивизии, одновременно временно исполняя должность командира дивизии. В декабре он переведен на должность командира 4-й отдельной мотомеханизированной бригады АрхВО. В апреле 1941 года на ее базе была сформирована 191-я стрелковая дивизия, которая затем дислоцировалась в районе городе Кингисепп.

### Великая Отечественная война
С началом войны приказом по войскам округа полковник Сонников назначен начальником строительства оборонительного пояса вокруг Ленинграда. В конце июля 1941 года он переведен на должность коменданта Красносельского УРа. С 5 августа  Сонников вступил в командование 4-й гвардейской дивизией народного ополчения, которую формировал в составе Ленинградской армии народного ополчения на базе Красногвардейской, Выборгской и Василеостровской дивизий народного ополчения. Однако 11 августа был госпитализирован по болезни. После операции и выздоровления в сентябре был допущен к командованию 11-й отдельной стрелковой бригадой, сформированной из курсантов училища связи, ветеринарного училища и красноармейцев запасного полка. В конце месяца убыл с ней в 55-ю армию под Колпино, затем в район Невской Дубровки, где принял участок обороны от 115-й стрелковой дивизии. В середине октября 1941 года Сонников назначен начальником отдела боевой подготовки 55-й армии. В качестве представителя Военного совета армии участвовал в боях в районах Колпино и Усть-Тосно. В 1941 году Сонников вступил в ВКП(б).
С февраля 1942 года исполнял должность заместителя командира 70-й стрелковой дивизии, которая находилась в обороне в районе Шлиссельбурга. В июне он переведен на ту же должность в 10-ю стрелковую дивизию 23-й армии (на Карельском перешейке). В августе — сентябре в качестве офицера связи командующего войсками Ленинградского фронта генерал-лейтенанта Говорова Л. А. находился в 85-й и 86-й стрелковых дивизиях, где был контужен и в течение 1,5 месяца находился на лечении.
В декабре 1942 года назначен командиром 27-й отдельной стрелковой бригады 23-й армии и участвовал с ней в оборонительных боях с финскими частями в районах Белоострова и Сестрорецка. В мае 1943 года на базе этой и 13-й стрелковых бригад была сформирована 201-я стрелковая дивизия, а полковник Сонников временно командовал ею при формировании. С прибытием вновь назначенного командира дивизии в июне переведен на должность зам. командира 10-й стрелковой дивизии.
В июле — сентябре 1943 года в качестве офицера связи командующего войсками Ленинградского фронта участвовал в боях под Синявино при 45-й и 64-й гвардейских, 124-й стрелковых дивизиях.
С 6 декабря 1943 года допущен к командованию 142-й стрелковой Краснознаменной дивизией. В январе — мае 1944 года ее части в составе 23-й армии находились в обороне в районе Никулясы,  озера Лемболовское. С 15 июня 1944 года дивизия перешла в наступление и участвовала в Выборгской наступательной операции. 9 июля после мощной артподготовки ее части форсировали реку Вуокси и захватили плацдарм на противоположном берегу, затем с 16 июля дивизия была выведена на пополнение.
18 июля 1944 года командующим 23-й армии генерал-лейтенантом Швецовым В. И., за форсирование реки Вуокси захват и удержание плацдарма полковник Сонников был представлен к званию Героя Советского Союза, но данное представление не было поддержано вышестоящим командованием.
С 18 сентября 1944 года дивизия вошла в состав 2-й ударной армии и была переброшена с ней на 2-й Белорусский фронт в район северо-восточнее Варшавы. С 14 января 1945 года она с Наревского плацдарма севернее Пултуск перешла в наступление и участвовала в Восточно-Прусской, Млавско-Эльбингской наступательных операциях, затем вела упорные бои по прорыву сильно укрепленной обороны противника на левом берегу реки Висла, по окружению и уничтожению группировки противника в городе Грудзяндз. За овладение этим городом и крепостью ей было присвоено наименование «Грудзяндская» (26.4.1945). В дальнейшем ее части вели наступательные бои на подступах к городу и за город Данциг, участвуя в Восточно-Померанской и Берлинской операциях.
За время войны комдив Сонников был четыре раза персонально упомянут в благодарственных в приказах Верховного Главнокомандующего.

### Послевоенная карьера
В июле 1945 года полковник  Сонников был назначен командиром 27-й стрелковой Гдынской Краснознаменной дивизии СГВ. 8 марта 1947 года уволен в запас.

## Награды
СССР
- орден Ленина (21.02.1945[6])
- четыре ордена Красного Знамени (26.05.1943[7], 03.11.1944[6], 18.11.1944[8], 16.02.1945[9] )
- орден Александра Невского (31.05.1945)[10]
- орден Отечественной войны I степени (1944)

Медали в том числе:
- - «XX лет Рабоче-Крестьянской Красной Армии» (1938)
  - «За оборону Ленинграда» (1945)
  - «За победу над Германией в Великой Отечественной войне 1941—1945 гг.» (1945)
  - «За взятие Кёнигсберга» (1945)
  - «Ветеран Вооружённых Сил СССР»

Приказы (благодарности) Верховного Главнокомандующего в которых отмечен  Г. Л. Сонников.
- За переход  в наступление на двух плацдармах на западном берегу реки Нарев, севернее Варшавы, прорыв глубоко эшелонированной обороны противника и овладение  сильными опорными пунктами обороны немцев городами Макув, Пултуск, Цеханув, Нове-Място, Насельск. 17 января 1945 года  № 224.
- За овладение городом и крепостью Грудзёндз (Грауденц) – мощным узлом обороны немцев на нижнем течении реки Висла. 6 марта 1945 года. № 291.
- За овладение городами Гнев (Меве) и Старогард (Прейсиш Старгард) — важными опорными пунктами обороны немцев на подступах к Данцигу. 7 марта 1945 года. № 294.
- За овладение городом и крепостью Гданьск (Данциг) — важнейшим портом и первоклассной военно-морской базой немцев на Балтийском море. 30 марта 1945 года. № 319.

Других государств
- орден «Крест Грюнвальда» III степени (ПНР) (1945)
- медаль «За Одру, Нису и Балтику» (ПНР) (1945)
- медаль «Победы и Свободы» (ПНР) (1945)

## Память
Почетный гражданин города Приозерска (1969).
Похоронен на Северном кладбище Санкт-Петербурга.